# 겸자

조직겸자(unlocking forceps). 하단부에 이가 달려있다.

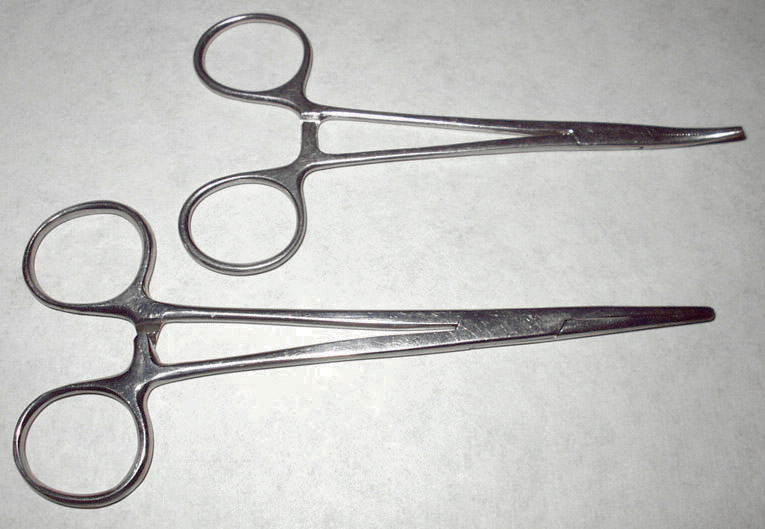
지혈겸자(locking forceps). 끝이 굽은 것(상단)과 끝이 곧은 것(하단).

겸자(鉗子, forceps)는 작은 물체를 집어올릴 때 사용하는 도구이다. 크게 잠기지 않는 겸자(unlocking forceps, thumb forceps, pick-ups)와 잠기는 겸자(Locking forceps) 두 종류로 나뉘는데, 이 두 종류의 겸자는 기능과 모양에 따라 더 세분화한다. Unlocking forceps는 흔히 사용되는 모양이며, 종류에 따라 하단부에 톱니나 이가 있는 것도 있다. Locking forceps는 하단의 그림과 같이 가위처럼 생겼으며, 표면이나 물체를 잡거나 고정시킬 때 사용한다.
의학 목적으로 사용되는 겸자를 그 모양과 쓰임새에 따라 다음과 같이 구분한다.
- 조직 겸자(tissue forceps): 종류에 따라 물체를 잡는 면에 톱니나 이가 달려 있는 것(그림 참조)도 있다.
- 지혈 겸자(hemostats forceps): 오른편의 그림처럼 가위와 비슷한 모양이다. 외과 수술 과정 등에서 지혈을 하거나 물체를 고정시킬 때 사용한다. 흔히 겸자라고도 부른다.
- 해부 겸자(dissecting forceps)
- 골 절단 겸자(bone cutting forceps): 펜치처럼 생겼으며, 두개골 등을 절단할 때 사용된다.

## 같이 보기
- 핀셋